# Zethus albopilosus
Zethus albopilosus är en stekelart som beskrevs av Giordani Soika 1995. Zethus albopilosus ingår i släktet Zethus och familjen Eumenidae. Inga underarter finns listade i Catalogue of Life.